# Warkavaas

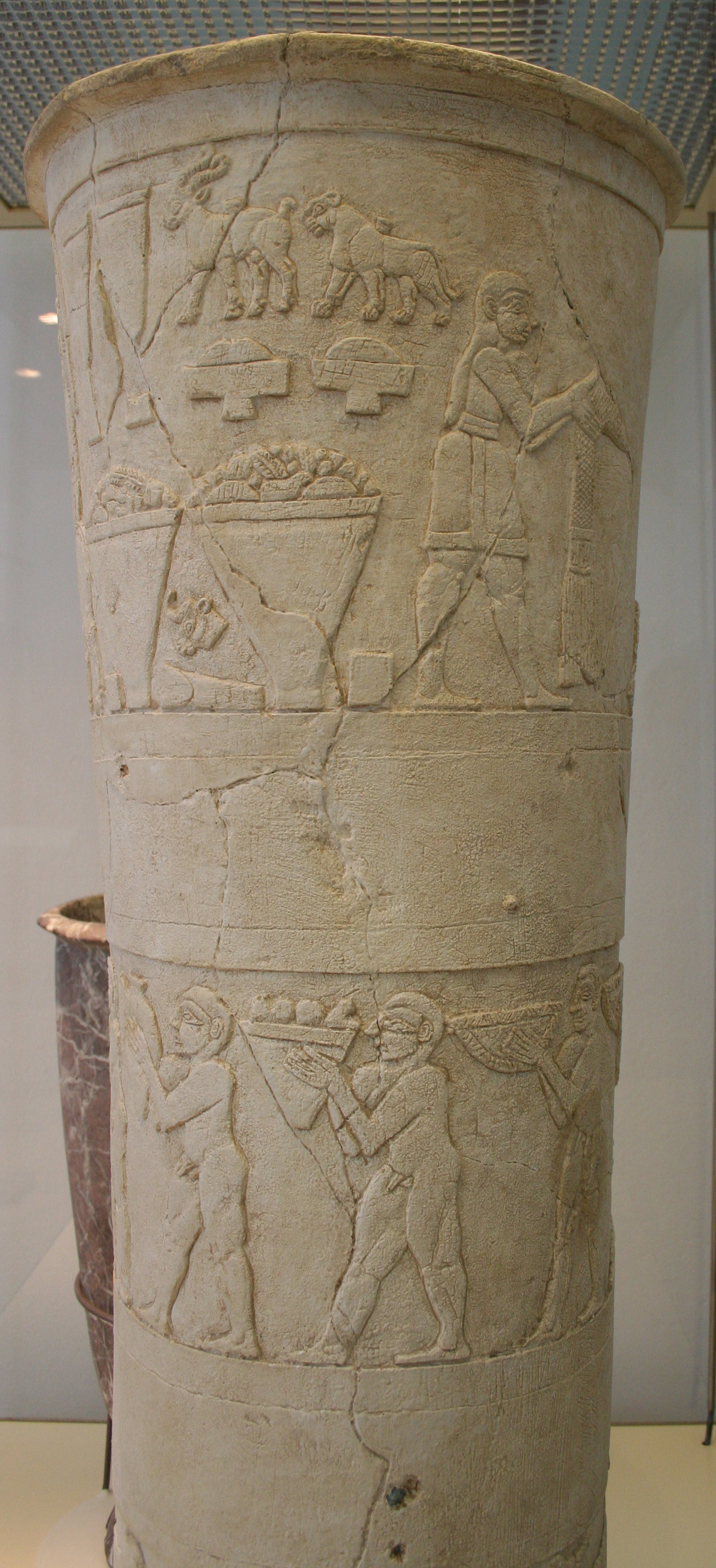
Kopie van de vaas in het Pergamonmuseum in Berlijn

De Warkavaas (museum nummer IM19606) of Vaas van Uruk is een bekende vaas die in Uruk werd opgegraven daterend uit de Urukperiode van ca. 3200 v.Chr. Het betreft een uit een stuk albast gehouwen vaas van ongeveer een meter hoogte, volledig met reliëfs versierd, en gewijd aan de godin Inanna, die de vruchtbaarheidsgaven in ontvangst neemt. Zij werd vooral vereerd in Uruk (Bijbelse Erech) en was er de beschermster van de centrale graanschuur.

## Vondst
Bij Duitse opgravingen in het huidige Warka tijdens de winter van 1933-34 kwam in laag III van de tempelomtrek van de godin Inanna een groot aantal vondsten aan het licht. Daaronder de fragmenten van deze monumentale vaas. Het tempelcomplex bevindt zich in Al Muthanna Governorate, in Zuid-Irak. Een gipsafgietsel van de reconstructie van het origineel wordt in zaal 5 van het Berlijns Oud-Aziatisch museum tentoongesteld samen met een fragment van een gelijkaardige vaas.
Zoals het Narmer palet uit het Oude Egypte, is het een van de oudste overgeleverde kunstwerken met vertellende reliëfsculptuur.

## Decoratie
De Warkavaas toont verschillende reliëfs:
- bovenaan staan masten of bomen, met daarbij een stier.
- daaronder naakte mannen die de landvruchten aanbrengen bij de godin, gesymboliseerd door twee gevlochten rietbundels. De priesteres (Entu) die haar vertegenwoordigt is gehuld in een lange geborduurde mantel, draagt een soort kroon en maakt het gebaar voor 'voeding'.
- daaronder een kudde schapen, gewijd aan de godin.
- onderaan bomen overeenkomstig de sacrale bossen van Innana die later vernoemd worden in het Gilgamesj-epos.

De Warkavaas bevindt zich in het Nationaal Museum van Irak in Bagdad.